# Pargny-sous-Mureau
Pargny-sous-Mureau es una comuna francesa situada en el departamento de Vosgos, en la región de Gran Este.

## Demografía
| 211 | 217 | 197 | 211 | 185 | 179 | 179 |
| Para los censos de 1962 a 1999 la población legal corresponde a la población sin duplicidades (Fuente: INSEE [Consultar]) |     |     |     |     |     |     |